# Carmelina Delfin
Carmelina Delfín (morte après 1948) est une compositrice et pianiste cubaine.

## Biographie
Delfín est née à La Havane et dans les années 1920, elle jouait comme soliste avec Ernesto Lecuona dans son Ernesto Lecuona Symphonic Orchestra. Elle joua lors du concert du jour de l'indépendance cubain en 1943 au Carnegie Hall et lors de nombreux autres concerts, souvent dans ses propres œuvres,.

## Œuvres
Delfín composa des œuvres pour piano et des chants lyricos-romantiques dont :
- Al recordar tu nombre
- 12 Composiciones